# Los Tepetates, Puebla
Los Tepetates är en ort i Mexiko.   Den ligger i kommunen Tlapanalá och delstaten Puebla, i den sydöstra delen av landet, 100 km sydost om huvudstaden Mexico City. Los Tepetates ligger 1 429 meter över havet och antalet invånare är 190.
Terrängen runt Los Tepetates är kuperad norrut, men söderut är den platt. Terrängen runt Los Tepetates sluttar söderut. Runt Los Tepetates är det ganska tätbefolkat, med 104 invånare per kvadratkilometer. Närmaste större samhälle är Izúcar de Matamoros, 13,6 km sydost om Los Tepetates. Omgivningarna runt Los Tepetates är en mosaik av jordbruksmark och naturlig växtlighet.